# Namgyal Lhamo
Namgyal Lhamo is een Tibetaans-Nepalese singer-songwriter en actrice. Haar bijnaam is de Nachtegaal van Tibet. Ze ontving verschillende muziekprijzen, waaronder de Tibetaanse muziekprijs in 2007 in de categorie beste zangeres.

## Tibetaans Instituut voor de Podiumkunsten
Op jonge leeftijd viel ze op vanwege haar bijzondere stemgeluid en leerde ze Tibetaanse liederen en nomadenliederen van haar moeder, lu genoemd. Op haar achtste ging ze naar het Tibetaans Instituut voor Podiumkunsten in McLeod Ganj bij Dharamsala in India. Daar specialiseerde ze zich in de klassieke 17e-eeuwse zang- en volksmuziek nangma en toeshey en de traditionele opera ache lhamo.
Ze bespeelt verschillende traditionele instrumenten, zoals de dramyen (een Tibetaanse luit) en de gumang (een Tibetaans snaarinstrument). Bij het instituut werkte ze jarenlang als muziekdocent.
In 1980 verhuisde ze naar Nederland, waar ze een vegetarisch restaurant opende in de stad Utrecht.

## Muziekcarrière en optredens
In 1998 toerde ze met Tibet Impressions door Nederland, België en Duitsland en werkte ze mee aan manifestaties als Earth Dance, World Artists for Tibet, de 50e verjaardag van de Universele verklaring van de rechten van de mens en trad ze op tijdens de Tibetan Freedom Concerts in achtereenvolgens New York (1997), Washington (1998) en Amsterdam (1999). Ook trad zij op tijdens de Nacht van Tibet in Amsterdam in 2009, naast onder meer Loten Namling en de Singing Nuns.
In 2007 bracht ze twee albums uit: Pure met klassieke Tibetaanse muziek en The Enchanted Land, samen met de elektronische lounge-muzikant Arnav Srivastava. In 2008 kwam haar album Highland Supernova uit, waarop ze haar speciale stemgeluid combineert met rockmuziek. Voor deze CD werkte ze samen met Marco Pirroni en Chris Constantinou, respectievelijk de oud-gitarist en -bassist van Adam and the Ants.
In de film Seven Years in Tibet uit 1997 is haar stem op de achtergrond te horen in de filmmuziek, samen met haar zus Kelsang Chukie Tethong en Tobden Gyaltso in de muziekformatie Gang Chenpa. Over deze muziekgroep regisseerde Jan van den Berg in 2001 de documentaire Seven Dreams of Tibet. Ze speelde de hoofdrol in de korte film Karma uit 2007 die ze samen met de Indiase Arvind Iyer regisseerde.

## Discografie
- Voices from Tibet, met Gang Chenpa, Papyros/Music & Words, 2000
- Songs from Tibet, Papyros/Music & Words, 2005
- Pure, Silk Road, 2007
- The Enchanted Land, Silk Road, 2007
- Anthology, 2008
- Highland Supernova, 2009

## Prijzen en nominaties
- 2007: Tibetan Music award in de categorie beste zangeres, prijs
- 2007: Tibet/India-International Music Awards in de categorie beste solo-zangeres, prijs
- 2008: Beste Wereldmuziek Act Nederland/België, Mixed Magazine Awards, nominatie
- 2009: Beste Wereldmuziek Act Nederland/België, Mixed Magazine Awards, nominatie (gaande)